# Vencer al dragón
Vencer al Dragon (título original en inglés: Dragonsbane) es una novela del género de fantasía heroica y dragones escrita en 1985 por Barbara Hambly. Fue nominada al Premio Locus en 1986 y 1987.

## Sinopsis
El inocente y confiado Gareth se interna en las Tierras de Invierno en busca de un vencedor de dragones armado sólo con sus conocimiento de las antiguas baladas.
John Aversin, Señor de Alyn y antiguo vencedor de dragones es tan diferente a la figura de las baladas como diferentes pueden ser la fantasía y la realidad.
Jenny Waynest su compañera es una hechicera dividida entre el amor a John y su necesidad de conocimientos para aumentar sus modestos poderes.
La necesidad de Gareth es el dragón Morkeleb el Negro, que ha ocupado la Gruta de Ylferdun  expulsando a los gnomos de ella y apropiándose de su oro.
La de John es la crudeza de las tierras de invierno que, sin la ayuda que puede ofrecerle el rey,  le va arrebatando su hogar poco a poco.
A Jenny le obsesiona la falta del poder que todo mago desea poseer.
La solución a sus mutuos problemas parece pasar por Vencer al Dragón,  y superar  las intrigas de la aparentemente poderosa maga Zyerne, la amante del rey.
Pero esta será una tarea que pondrá a prueba  la imperiosa necesidad de superarse a sí mismos y les hará ser conscientes de cuál es la diferencia entre el amor y la posesión.
- Datos: Q5305437